# Mnichov u Strakonic
Mnichov, bis 1924 Míchov (deutsch Michow, 1939–1945 Münchhof) ist eine Gemeinde in Tschechien. Sie liegt acht Kilometer nordwestlich von Strakonice in Südböhmen und gehört zum Okres Strakonice.

## Geographie

### Geographische Lage

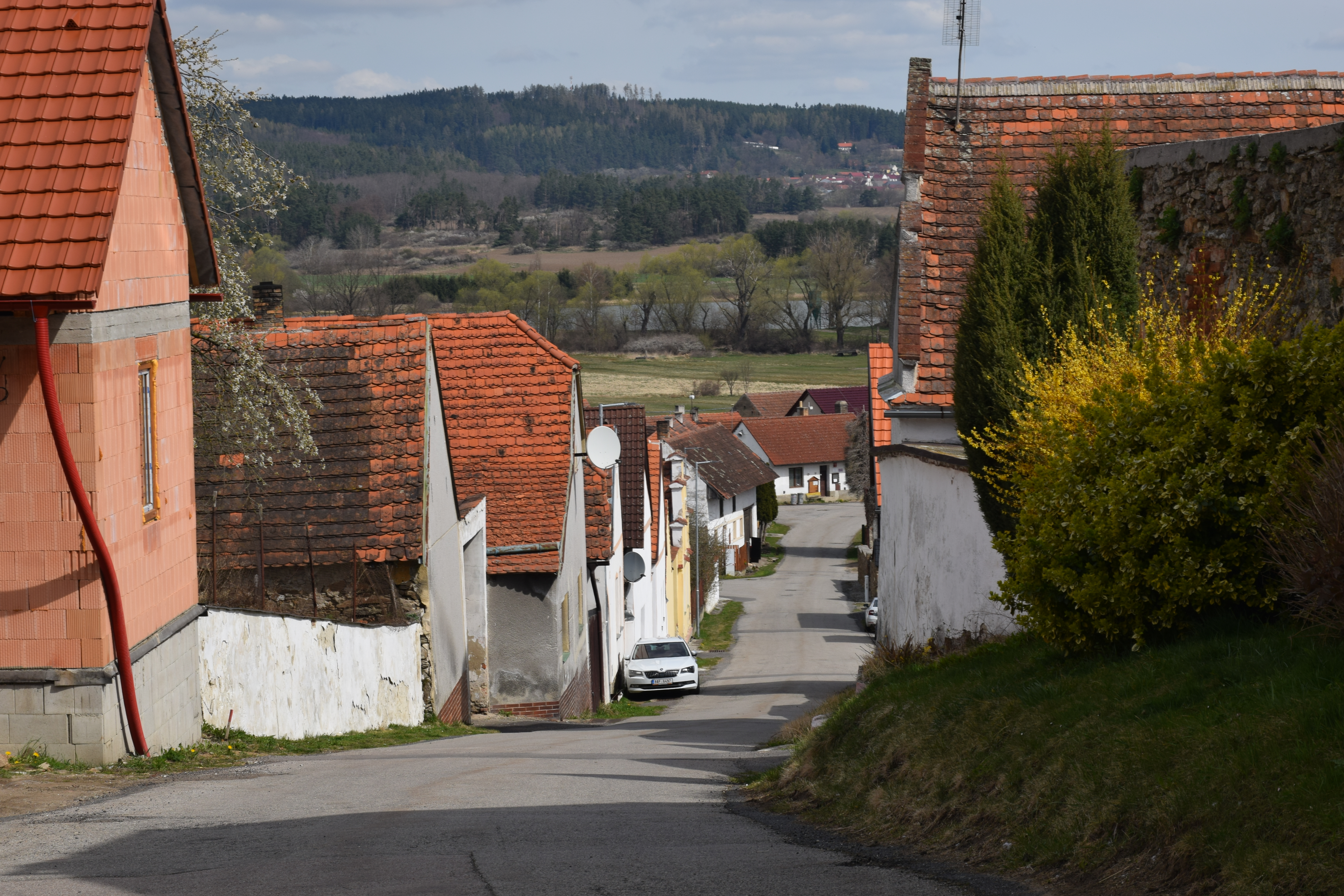
Mnichov

Mnichov befindet sich im Hügelland der Blatenská pahorkatina. Das Dorf liegt am Nordosthang des Hügels Háj über den Tälern der Bäche Mnichovský potok und Rachač. Nördlich erheben sich der Droušný vrch (493 m), die Jíva (518 m) und der Hřeben (597 m), im Nordosten die Lipová (488 m), östlich der Březový vrch (571 m) und der Tisovník (589 m) sowie im Süden der Háj (525 m). Nördlich des Dorfes liegt der Teich Mnichovský rybník, im Osten der Novokrtský rybník.

### Gemeindegliederung
Für die Gemeinde Mnichov sind keine Ortsteile ausgewiesen. Zu Mnichov gehört die Einschicht Borek (Bor).

### Nachbargemeinden
Nachbarorte sind Hlupín und Zadní Zborovice im Norden, Třebohostice, Borek und Únice im Nordosten, Hubenov und Domanice im Osten, Droužetice, Krty und Dražejov im Südosten, Střela, Katovice und Pohodnice im Süden, Dolní Poříčí und Horní Poříčí im Südwesten, Střelské Hoštice und Zadní Hoštice im Westen sowie Střelskohoštická Lhota und Sedlo im Nordwesten.

## Geschichte
Mnichov war ursprünglich der Sitz einer Vladikefamilie Mnich. Im Jahre 1243 schenkte Dobislawa von Strakonitz dem von ihrem Mann Bavor I. von Strakonitz bei der Kirche des hl. Prokop in Strakonice eingerichteten förmlichen Konvent des Johanniterordens 66 Mark Silber zum Ankauf weiterer Dörfer. Der Orden erwarb davon u. a. Mnichav. Diese Schenkung wurde 1251 durch Markgraf Ottokar Přemysl und 1318 nochmals durch Bavors Bruder und Erben Wilhelm von Strakonitz bestätigt. Ab 1569 übte der Richter in Mnichov auch die niedere Gerichtsbarkeit über Krty und Hradec aus.
Im Jahre 1840 bestand Michow aus 77 Häusern mit 294 Einwohnern. Ein Haus – der abseitig gelegene Freihof Borek – war nach Horaždiowitz untertänig. Pfarrort war Katowitz. Bis zur Mitte des 19. Jahrhunderts blieb Michow immer nach Strakonitz untertänig.
Nach der Aufhebung der Patrimonialherrschaften bildete Michov/Michow ab 1850 mit den Ortsteilen Borek, Hradec und Krty eine Gemeinde in der Bezirkshauptmannschaft und dem Gerichtsbezirk Strakonice. Im Jahre 1883 wurde in Michov der Unterricht in einer einklassigen Dorfschule aufgenommen. Seit den 1890er Jahren wurde der Ortsname als Míchov geschrieben. Nach der Fertigstellung der neuen Schule wurde 1891 der zweiklassige Unterricht aufgenommen. Krty und Hradec lösten sich im Dezember 1919 von Míchov los und schlossen sich zur Gemeinde Krty zusammen. Der heutige Ortsname Mnichov wurde 1924 eingeführt. Im Jahre 1938 wurde in drei Teilstücken mit dem Bau einer Straße zwischen Strakonice, Dražejov, Krty und Mnichov begonnen. Vollendet wurde jedoch nur der erste Abschnitt Strakonice-Dražejov.
Während der deutschen Besetzung erhielt Mnichov den deutschen Namen Münchhof. Am 1. Jänner 1974 wurde die Gemeinde nach Katovice eingemeindet. Nach einem Referendum wurde Mnichov am 24. November 1990 wieder eigenständig.

## Kultur und Sehenswürdigkeiten
- Kapelle des hl. Adalbert, der ursprünglich barocke Bau erhielt seine heutige Gestalt beim Umbau von 1854
- denkmalgeschützte Gehöfte Nr. 7 und 8
- Ehemaliges Schulhaus am Dorfplatz, erbaut 1891, es ist denkmalgeschützt
- Denkmal für die Gefallenen des Ersten Weltkrieges